# Чили на зимних Олимпийских играх 1948
Чили принимала участие в Зимних Олимпийских играх 1948 года в Санкт-Мориц (Швейцария) в третий раз за свою историю, но не завоевала ни одной медали.

## Состав сборной
Страну представляли 4 спортсмена: все — мужчины, все — горнолыжники.
Самым младшим участником сборной был 22-летний Эрнан Олькерс, самым старшим — 25-летний Артуро Аммерсли

## Результаты
Лучшим результатом для сборной стало 38 место Эрнана Олькерса в комбинации.

### Горнолыжный спорт
Скоростной спуск
| Спортсмен        | Результат | Результат |
| Спортсмен        | Время     | Место     |
| ---------------- | --------- | --------- |
| Гонсало Домингес | 4:08,3    | 83        |
| Хайме Эррастурис | 3:56,4    | 78        |
| Артуро Аммерсли  | 3:54,1    | 74        |
| Эрнан Олькерс    | 3:40,2    | 59        |

Слалом
| Спортсмен        | 1 спуск        | 1 спуск | 2 спуск | 2 спуск | Результат | Результат |
| Спортсмен        | Время          | Место   | Время   | Место   | Время     | Место     |
| ---------------- | -------------- | ------- | ------- | ------- | --------- | --------- |
| Хайме Эррастурис | не финишировал | —       | —       | —       | —         | —         |
| Артуро Аммерсли  | 1:49,2         | 54      | 1:26,9  | 52      | 3:16,1    | 54        |
| Эрнан Олькерс    | 1:44,2         | 52      | 1:24,8  | 50      | 3:09,0    | 52        |

Комбинация
Для спортсменов, участвующих в соревнованиях в горнолыжной комбинации и скоростном спуске, для комбинации шёл в зачёт результат индивидуального первенства по скоростному спуску (см. таблицу выше для результатов). Слаломная часть мероприятия проводилась отдельно (включена в таблицу ниже)
. Время пересчитывалось в очки и суммировалось.
| Спортсмен        | Слалом         | Слалом         | Слалом | Всего (скоростной спуск + слалом) | Всего (скоростной спуск + слалом) |
| Спортсмен        | Время 1        | Время 2        | Место  | Очки                              | Место                             |
| ---------------- | -------------- | -------------- | ------ | --------------------------------- | --------------------------------- |
| Артуро Аммерсли  | 2:02,5 (+0:05) | 1:35,5 (+0:05) | 63     | 69,32                             | 57                                |
| Хайме Эррастурис | 1:41,1         | 1:34,6         | 57     | 60,91                             | 52                                |
| Эрнан Олькерс    | 1:33,6         | 1:21,6         | 39     | 42,83                             | 38                                |